# ولیکا کپشنیکا
ولیکا کپشنیکا (به لاتین: Velika Kopašnica}} یک منطقهٔ مسکونی در صربستان است که در لسکواس واقع شده‌است.

## خصوصیات
ولیکا کپشنیکا ۶۷۶ نفر جمعیت دارد.